# Hans Lentz (Verwaltungsjurist)
Hans Richard Eduard Lentz (* 27. Oktober 1868 in Berlin; † 15. Juli 1946 in Potsdam) war ein deutscher Verwaltungsbeamter.

## Leben
Hans Lentz, Sohn eines Fabrikbesitzers, studierte Rechtswissenschaften an der Ruprecht-Karls-Universität Heidelberg. 1887 wurde er Mitglied des Corps Vandalia Heidelberg. Nach dem Studium trat er in den preußischen Staatsdienst ein. 1897 legte er das Regierungsassessor-Examen bei der Regierung in Gumbinnen ab. Von 1903 bis 1919 war er Landrat des Kreises Rybnik. Anschließend Oberregierungsrat, lebte er im Ruhestand in Potsdam-Babelsberg.